# Лас-Ормасас
Лас-Ормасас (ісп. Las Hormazas) — муніципалітет в Іспанії, у складі автономної спільноти Кастилія-і-Леон, у провінції Бургос. Населення — 116 осіб (2010).
Муніципалітет розташований на відстані близько 240 км на північ від Мадрида, 28 км на північний захід від Бургоса.
На території муніципалітету розташовані такі населені пункти: (дані про населення за 2010 рік)
- Боркос: 23 особи
- Еспіносілья-Сан-Бартоломе: 4 особи
- Ла-Парте: 61 особа
- Солано: 28 осіб

## Демографія
Динаміка населення (INE ):

## Галерея зображень

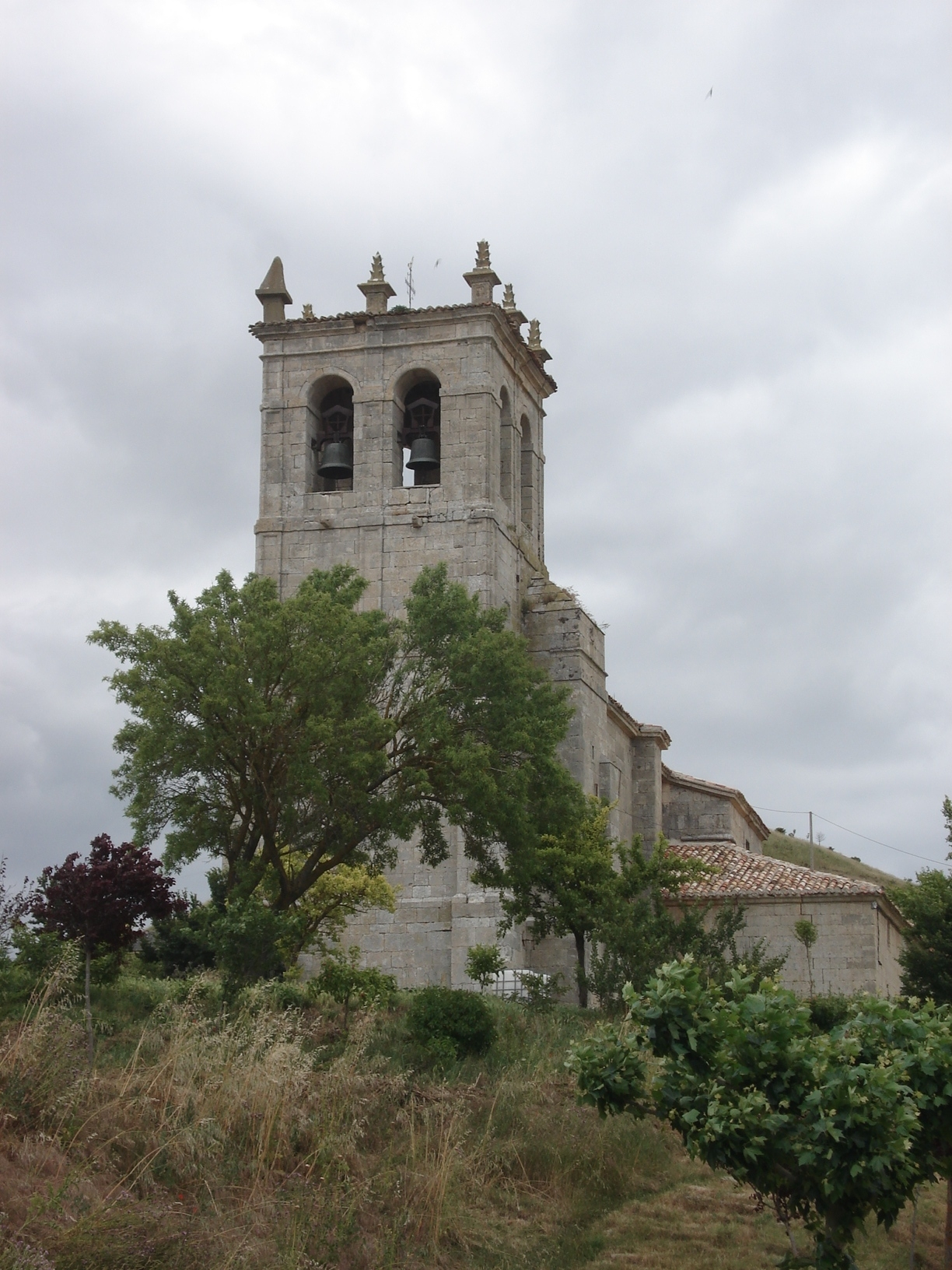
Церква у Лас-Ормасас
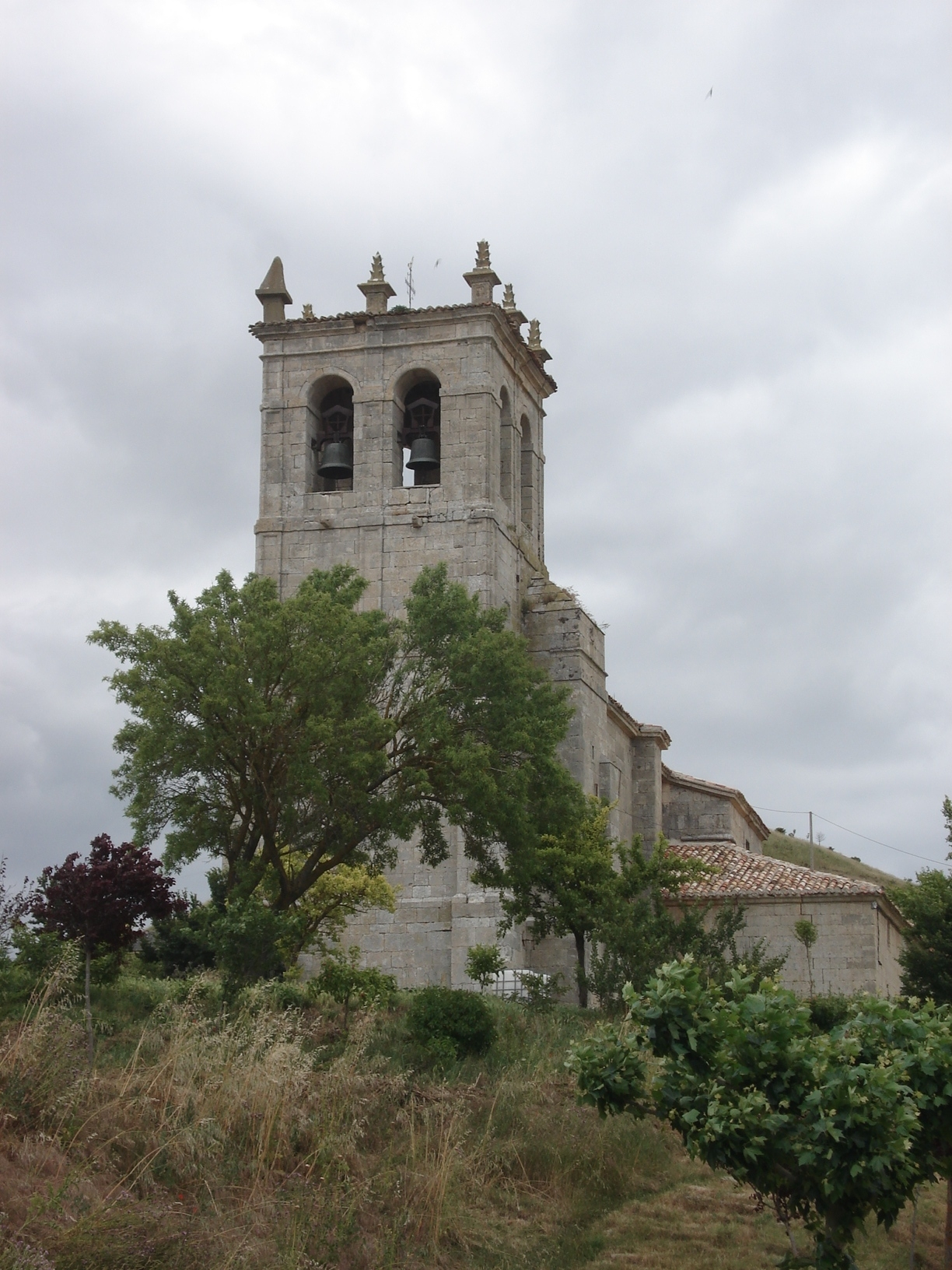
Церква у Лас-Ормасас